# Deambulatorij
Deambulatorij je u romanici čest dio samostana, crkava i građevina. To je nastavak bočnih bridova odnosno bočno-kružno kretanje u glavnoj apsidi na koga se dodaju obično 3 manje apside.
Pojam dolazi iz latinske riječi deambulare, što znači "hodati". Izvorni pojam ambulacrum je u Starom Rimu najčešće označavao natkriveni prolaz ili stazu kojom su građani Rima šetali, ili rimski naziv za prostor u grčkom hramu između naosa i vanjskog reda stupova.
Ovaj je arhitektonski element karakterističan za bazilike izgrađene na mjestima hodočašća u 11. i 12. stoljeću, duž Puta Svetog Jakova prema Santiagu de Composteli, te u južnoj Francuskoj i sjevernoj Španjolskoj. Deambulatorij je omogućavao hodočasnicima polukružno hodanje oko glavnog oltara, na kojem se nalazila relikvija sveca, i molitvu pred manjim radijalno postavljenim apsidama, bez da ometaju misu koja se održava pred središnjim oltarom.
Među najznačajnijim primjerima deambulatorija tog doba je Bazilika Saint-Sernina u Toulouseu i sama Katedrala svetog Jakova u Santiagu de Composteli.